# Michael (음반)
Michael은 미국의 싱어송라이터 마이클 잭슨의 사후 앨범으로 공개되지 않은 곡들로 이루어져 있다. 2010년 12월 14일 미국에서 에픽 레코드를 통해 첫 발매가 이루어졌고, 한국에서는 2010년 12월 15일에 발매되었다. 앨범에 피처링으로 참여한 가수로는 50 센트, 에이콘, 레니 크라비츠 등이 있다.
앨범의 첫 싱글 "Hold My Hand"은 2010년 11월 15일 발매되었다. 뮤직비디오는 마크 펠링턴 감독이 맡았으며, 2010년 12월 9일 첫 공개되었다. 한편 2010년 12월 10일, 런던에 위치한 웸블리 스타디움에 마이클 잭슨의 새 앨범 초대형 포스트가 놓였는데, 이는 세계에서 가장 큰 포스트로 기네스 기록에 실렸다. Michael은 2010년 세계에서 최고로 많이 팔린 앨범으로 선정되었다. 이 앨범은 발매되자마자 세계 각종 차트를 휩쓸었다. 그리고 14개 나라에서 플래티넘 인증을 받았다.
앞으로도 소니와 마이클잭슨 유산 관리 재단 측과의 계약으로 2017년까지 이 앨범과 같이 미완성으로 남은 마이클 잭슨의 곡들이 발매될 예정이다.
2022년 논란의 수록곡인 Keep Your Head Up과 Monster Breaking News의 스트리밍이 중단되었다
이에 SONY MUSIC측은 모창 논란과는 관계없으며 지금이
논란을 잠재울 최적의 시기이기에 스트리밍 중단을 결정했다고 
밝혔다

## 트랙 리스트
1. Hold My Hand
2. Hollywood Tonight
3. Keep Your Head Up
4. (I like) The Way You Love Me : 2004년 발매된 Michael Jackson: The Ultimate Collection 앨범에 데모버전이 수록되어 있다.
5. Monster
6. Best of Joy : 이 앨범에서 마이클 잭슨이 가장 최근에 작업한 곡이다.
7. Breaking News : 본래 이 앨범의 첫 싱글컷이 될 곡이였으나, 마이클 잭슨의 목소리가 아니라는 의견이 일어나서 기존에 유출되었었던 곡인 Hold My Hand 로 첫 싱글컷의 자리를 내준 곡이다.
8. (I can't make it) Another Day
9. Behind the Mask
10. Much too Soon